# Arash Afshin
Arash Afshin (en persa: آرش افشین‎, Ramhormoz, Juzestán; 21 de enero de 1989) es un futbolista iraní que juega en las posiciones de extremo y delantero. Actualmente milita en el FC Kheybar Khorramabad de la Liga Azadegan.

## Carrera

### Club
| Periodo   | Club                   | Apariciones | Goles |    |
| --------- | ---------------------- | ----------- | ----- | -- |
| 2009–2013 | Foolad FC              | Irán        | 84    | 17 |
| 2013      | Sepahan FC             | Irán        | 14    | 1  |
| 2013–2014 | Foolad FC              | Irán        | 10    | 2  |
| 2014–2016 | Malavan FC             | Irán        | 8     | 3  |
| 2016–2017 | Esteghlal FC           | Irán        | 3     | 0  |
| 2017      | Esteghlal Khuzestan    | Irán        | 13    | 0  |
| 2017–2018 | Foolad FC              | Irán        | 12    | 1  |
| 2019      | Foolad FC              | Irán        | 7     | 1  |
| 2020      | Shahrdari Astara       | Irán        | 4     | 2  |
| 2021–     | FC Kheybar Khorramabad | Irán        | 20    | 4  |

## Selección nacional
Jugó para Irán en cuatro ocasiones de 2010 a 2012 y anotó un gol el 19 de enero de 2011 en la victoria por 3-0 ante Emiratos Árabes Unidos en Doha por la Copa Asiática 2011. También participó en los Juegos Asiáticos de 2010.

### Goles internacionales
| # | Fecha               | Lugar                                 | Oponente               | Gol | Resultado | Competición        |
| - | ------------------- | ------------------------------------- | ---------------------- | --- | --------- | ------------------ |
| 1 | 19 de enero de 2011 | Estadio Suheim bin Hamad, Doha, Catar | Emiratos Árabes Unidos | 1–0 | 3–0       | Copa Asiática 2011 |

## Logros
- Iran Pro League (1): 2013-14